# Віндхеймайокютль
Віндхеймайокютль (ісл. Vindheimajökull) — група гірських льодовиків в північній Ісландії, що лежить у південній стороні скелястого хребта Відхеймаоксль (ісл. Vindheimaöxl) на півострові Трьотласкагі (ісл. Tröllaskagi). Льодовикова група складається з наступних льодовиків: Bungujökull, Fossárjökull, Húsárjökull, Kambsárjökull, Lambárdalsjökull, Bægisárjökull. Льодовики розташовані на висоті 1,400 метрів н.р.м. поміж долинами Öxnadalur та Glerárdalur.  
У цій стороні розташовані гори Стріта (1451 м), Кіста (1447 м), Сулюр (1213 м). З льодовиків витікають річки Хусау та Фоссау, від яких отримали назви відповідні долини. Неподалік льодовика в долині розташоване місто Акурейрі.